# هوم استد ولی، شهرستان سن برناردینو، کالیفرنیا

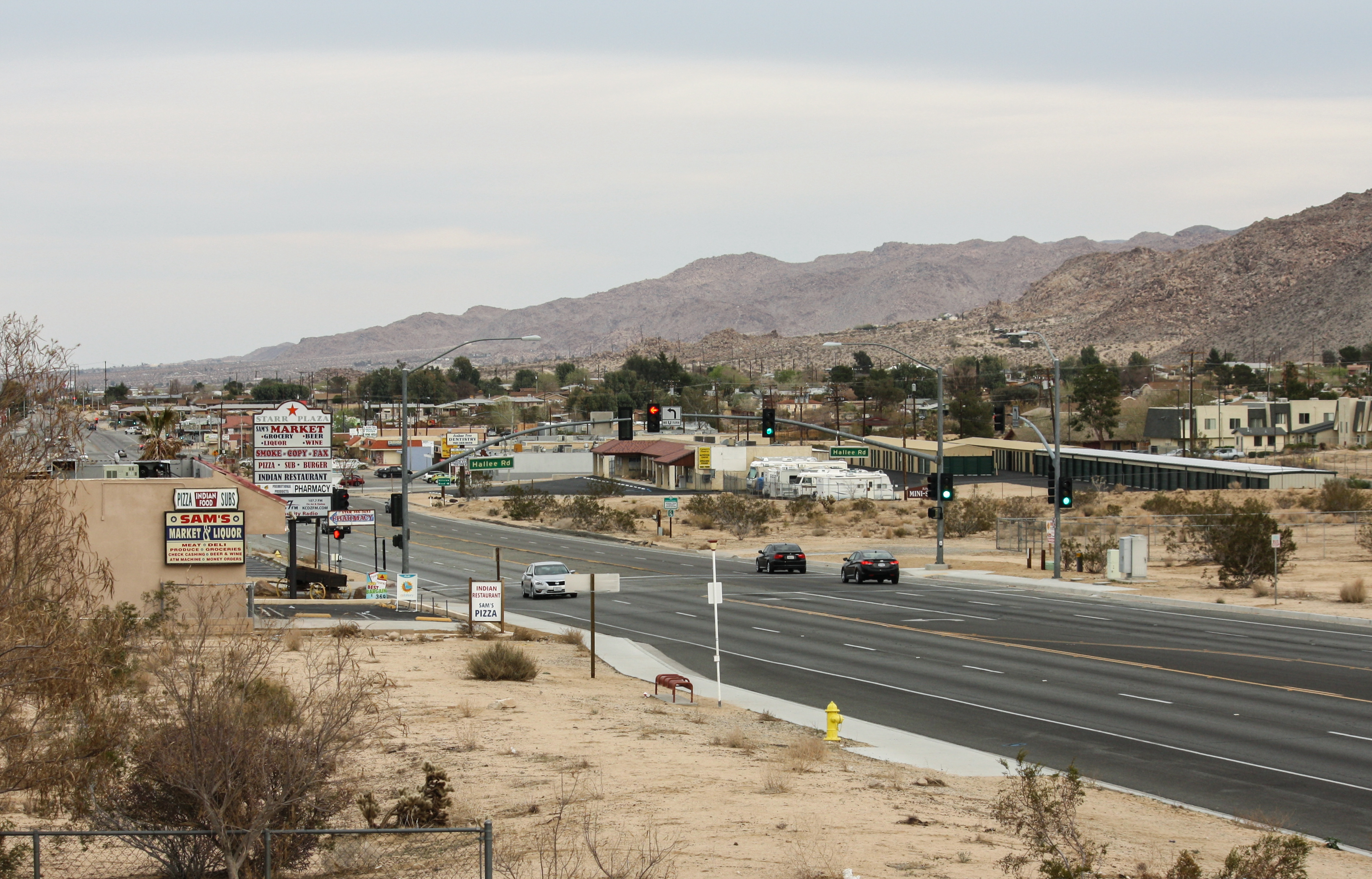
منطقه هوم استد ولی

هوم استد ولی (به انگلیسی: Homestead Valley) یک منطقهٔ مسکونی در ایالات متحده آمریکا است که در شهرستان سن برناردینو، کالیفرنیا واقع شده‌است. هوم استد ولی ۸۷٫۷۵۱ کیلومتر مربع مساحت و ۳٬۰۳۲ نفر جمعیت دارد و ۹۲۱٫۱۲ متر بالاتر از سطح دریا واقع شده‌است.